# Konrad Ruff
Konrad Ruff (* 1895 in Hechingen; † 1945 vermisst) war ein deutscher Maler, Grafiker und Kunstpädagoge.

## Leben und Werk
Konrad Ruff studierte an den Kunstakademien in München und Berlin. Er wirkte anschließend als Kunsterzieher in Berlin und später in Hechingen. 1924 nahm Ruff mit dem Gemälde „Tulpen“ an der Ausstellung der Stuttgarter Sezession teil.
„Zum Themenkanon Ruffs zähl[t]en Portraits und Landschaften ebenso wie einige Stillleben. Und natürlich zahlreiche Ansichten und Detaildarstellungen seiner Heimatstadt Hechingen.“ Der Maler hinterließ ein reichhaltiges Œuvre von annähernd 400 Werken, das seine Ehefrau und seine Tochter aufbewahrten und sicherten und 1997 der Stadt Hechingen als Schenkung übertrugen. Die Arbeiten wurden im Hohenzollerischen Landesmuseum Hechingen untergebracht und dokumentiert. Ebenso besitzt der Zollernalbkreis zahlreiche Werke von Konrad Ruff in seiner Sammlung.
Konrad Ruff wird kriegsbedingt seit 1945 vermisst.

## Ausstellungsteilnahmen (Auszug)
- 1924: Stuttgarter Sezession (Gemälde Tulpen).
- 1999: Hohenzollerisches Landesmuseum Hechingen.
- 2006: Ausstellung des Zollernalbkreises.